# 24H Series
La 24H Series è una serie di corse automobilistiche sviluppata dalla Creventic con l'approvazione della FIA. Al campionato partecipano auto GT3, GT4, auto sportive, auto turismo e le 24H-Specials. Il calendario consiste esclusivamente in gare da 12 o 24 ore. Dal 2015 viene istituito il campionato piloti. Sempre dal 2015 la serie ha ottenuto il riconoscimento di serie internazionale dalla FIA.

## La storia
L'agenzia olandese Creventic è l'organizzatore e promotore della serie. I loro obiettivi sono organizzare gare a "costi contenuti, un'atmosfera conviviale con squadre e piloti provenienti da tutto il mondo e una competizione leale in pista". Il Gran Premio inaugurale è stata la 24 Ore di Dubai, nel 2006, in collaborazione con il Dutch National Racing Team. 
2008 è stato il primo anno in cui Creventic ha organizzato un'altra gara oltre alla 24 ore di Dubai, ovvero le 12 ore d'Ungheria, diventando così la prima stagione con più di una gara e la prima stagione ufficiale della 24H Series. Il 2015 è stata la prima stagione con lo status ufficiale della FIA International Series, il che significava che piloti e squadre avrebbero potuto lottare per titoli e punti del campionato. 